# ریدزویل (کارولینای شمالی)
ریدزویل (به انگلیسی: Reidsville) شهری در ایالت کارولینای شمالی کشور ایالات متحده آمریکا است که جمعیت آن در سرشماری سال ۲۰۱۰ میلادی، ۱۴٬۵۲۰ نفر بوده‌است.